# قانلی بلاغ
قانلی بلاغ، روستایی از توابع بخش مرکزی شهرستان اشتهارد در استان البرز ایران است.
این روستا جنوبی ترین نقطه استان البرز از لحاظ مختصات جغرافیایی و مسکونی بودن است.

## جمعیت
این روستا در دهستان ایپک قرار دارد و براساس سرشماری مرکز آمار ایران در سال ۱۳۸۵، جمعیت آن ۱۴۹ نفر (۲۹خانوار) بوده‌است.